# Гочела
Гочела је насељено мјесто у граду Горажду, Босна и Херцеговина.

## Становништво
|             | 2013.       | 1991.         | 1981.         | 1971.         |
| Укупно      | 54 (100,0%) | 105 (100,0%)  | 113 (100,0%)  | 114 (100,0%)  |
| Бошњаци     | 54 (100,0%) | 104 (99,05%)1 | 112 (99,12%)1 | 109 (95,61%)1 |
| Хрвати      | –           | 1 (0,952%)    | 1 (0,885%)    | 1 (0,877%)    |
| Југословени | –           | –             | –             | 4 (3,509%)    |

1. 1 На пописима од 1971. до 1991. Бошњаци су пописивани углавном као Муслимани.